# Octan chromnatý
Octan chromnatý je komplexní sloučenina chromu, která se obvykle vyskytuje jako hydratovaný dimer se vzorcem Cr2(CH3CO2)4(H2O)2, který bývá často zjednodušován na Cr2(OAc)4(H2O)2. Atomy chromu v molekule jsou spojeny čtvernou vazbou. Látka je citlivá na vlhkost a při její oxidaci dochází k výrazné změně barvy.
Kromě hydratovaného octanu chromnatého lze připravit i jeho bezvodou formu. Cr2(OAc)4(H2O)2 je načervenalý diamagnetický prášek, je však možné získat i deskovité krystaly kosočtvercovitého tvaru. Nízká rozpustnost octanu chromnatého ve vodě a methanolu odpovídá jeho neiontové povaze.

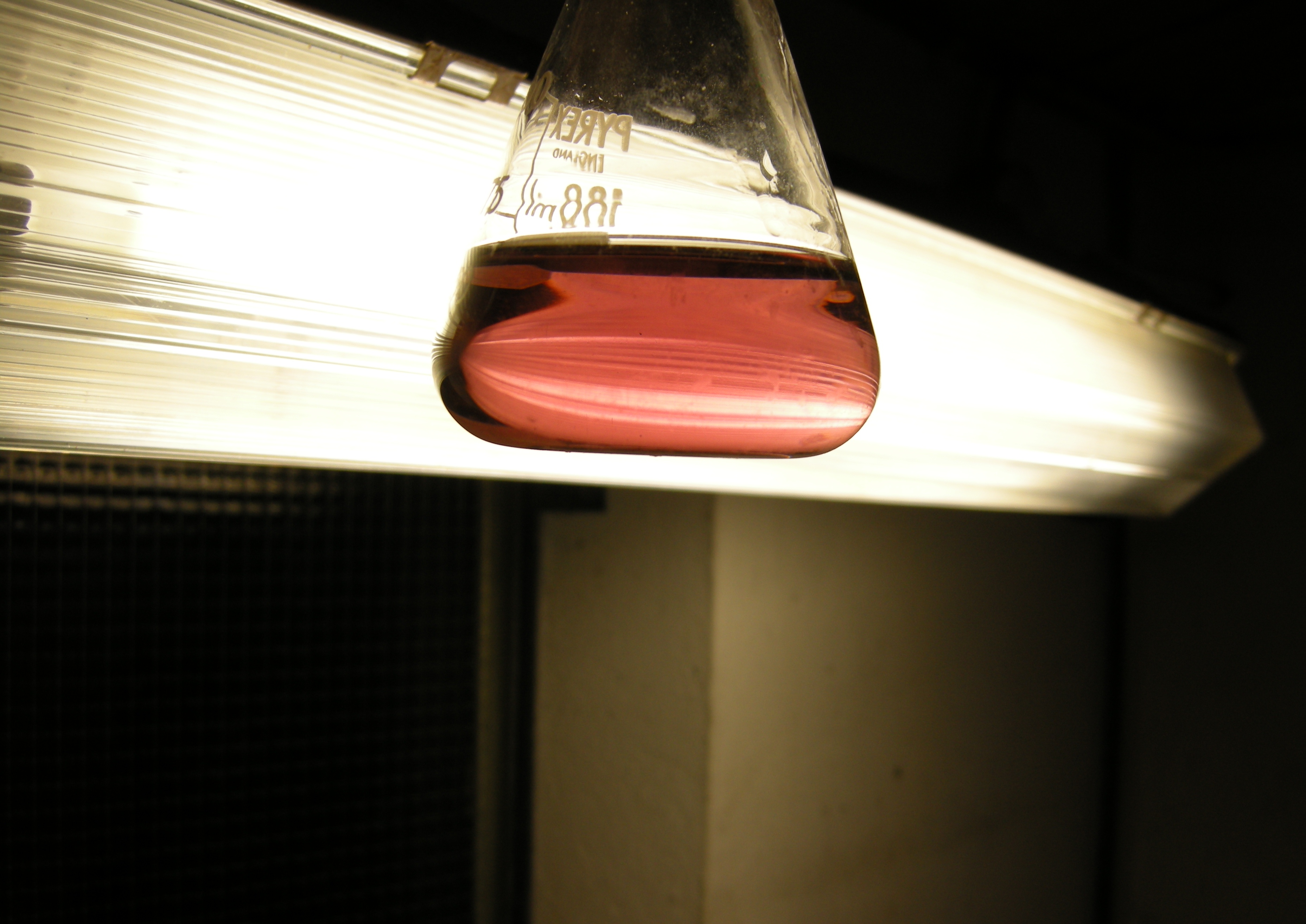
Vodný roztok octanu chromnatého

## Struktura
V molekule Cr2(OAc)4(H2O)2 se nacházejí dva atomy chromu, dvě molekuly vody jako ligandy a čtyři octanové skupiny jako můstkové ligandy. Na každý chrom jsou koordinovány čtyři atomy kyslíku (po jednom z každé octanové skupiny) vzájemně uspořádané do tvaru čtverce, jedna molekula vody a druhý atom chromu (naproti molekule vody); tím má celá molekula oktaedrickou koordinační geometrii. Atomy chromu jsou propojeny čtvernou vazbou a molekula má (bez ohledu na umístění atomu vodíku) symetrii D4h. Stejnou strukturu mají i dihydráty octanu rhodnatého a octanu měďnatého, i když u těchto sloučenin k sobě atomy kovů nejsou tak blízko.
Uvedená čtverná vazba vzniká překryvem orbitalů d jednotlivých atomů chromu; vazbu sigma vytváří překryv orbitalů dz2, překryvy orbitalů dxz a dyz dávají vzniknout dvěma vazbám pí a překryvem orbitalů dxy se tvoří vazba delta. Tato čtverná vazba má také nízký magnetický moment a malou délku (236,2 ± 0,1 pm); vzdálenost atomů chromu je však kratší, přibližně 184 pm.

## Historie
Octan chromnatý poprvé popsal roku 1844 Eugène-Melchior Péligot; zřejmě šlo o dimerní formu Cr2(OAc)4(H2O)2. Neobvyklá struktura, podobná octanu měďnatému, byla objevena roku 1951.

## Příprava
Prvním krokem při přípravě octanu chromnatého je obvykle redukce vodného roztoku chromité soli kovovým zinkem. Vzniklý modrý roztok následně reaguje s octanem sodným, přičemž se vysráží octan chromnatý jako světle červený prášek.
2 Cr3+ + Zn → 2 Cr2+ + Zn2+
2 Cr2+ + 4 OAc− + 2 H2O → Cr2(OAc)4(H2O)2
Příprava Cr2(OAc)4(H2O)2 se využívá k otestování syntetických dovedností a trpělivosti vysokoškolských studentů v laboratořích anorganické chemie, neboť i malé množství vzduchu vniklého do aparatury se projeví odbarvením jinak červeného produktu.
Bezvodou formu octanu chromnatého (a také dalších chromnatých karboxylátů) lze získat z chromocenu:
4 RCO2H + 2 Cr(C5H5)2 → Cr2(O2CR)4 + 4 C5H6
Takto lze připravit bezvodou formu přímým postupem.
Díky své snadné přípravě se Cr2(OAc)4(H2O)2 používá jako výchozí látka pro přípravu dalších chromnatých sloučenin.
Místo kyseliny octové lze použít i jiné karboxylové kyseliny a jako zásada nemusí sloužit jen voda, tím lze získat mnoho rlzných analogů octanu chromnatého.

## Použití
Octan chromnatý má jen malé praktické využití. Používá se k dehalogenaci organických sloučenin jako jsou α-bromketony a chlorhydriny.